# Innvik
Innvik este o localitate din comuna Stryn, provincia Sogn og Fjordane, Norvegia, cu o suprafață de 0,7 km² și o populație de 453 locuitori (2013).